# Regno degli Iclinga
Il Regno degli Iclinga fu il precursore del reame anglosassone della Mercia in Inghilterra. Fu creato attorno al 520 nell'area di Norfolk. Il nome deriva da Icel, padre di Cynewald, nonno di Cnebba e bisnonno di Creoda, forse primo sovrano della Mercia. Gli Iclingas furono conosciuti come Merciani ("Signori della marca") attorno al 584. La discendenza di Icel viene discussa nella Vita di Guthlac.